# Kazachstan na Letniej Uniwersjadzie 2007
Kazachstan na Letniej Uniwersjadzie w Bangkoku reprezentowało 88 zawodników. Kazachowie zdobyły 16 medali (5 złotych, 4 srebrne i 7 brązowych).

## Medale

### Złoto
- Olga Tereshkova - lekkoatletyka, 400 metrów
- Tatyana Azarova - lekkoatletyka, 400 metrów przez płotki
- Marina Aitova - lekkoatletyka, skok wzwyż
- Olga Rypakova - lekkoatletyka, skok w dal
- Yurij Yurkov - strzelectwo, karabin trzy postawy

### Srebro
- Amina Rakhim i Madina Rakhim - tenis, gra podwójna
- Drużyna strzelców - pistolet standardowy
- Drużyna strzelców - karabin trzy postawy

### Brąz
- Anna Ustinova - lekkoatletyka, skok wzwyż
- Aliya Yussupova - gimnastyka artystyczna
- Yerbolat Yussupov - judo, kategoria powyżej 100 kg
- Vladislav Polyakov - pływanie, 200 metrów stylem klasycznym
- Liya Nurkina - taekwondo, kategoria poniżej 67 kg
- Drużyna strzelców - pistolet szybkostrzelny
- Dmitriy Gryaznov - szermierka, szpada indywidualnie